# Georg von Küchler
Georg von Küchler   (Schloss Philippsruhe, 30 de maig de 1881 - Garmisch-Partenkirchen, 25 de maig de 1968) fou Mariscal de camp alemany durant la Segona Guerra Mundial.

## Biografia
Georg von Küchler va néixer el 30 de maig de 1881 al Castell de Philippsruhe a Hanau, província de Hesse-Nassau, Imperi Alemany, la família de Küchler eren junker prussians. Va ingressar a l'Exèrcit Imperial el 1900 com a oficial cadet d'artilleria. Va ser destinat al 25è Regiment d'Artilleria de Campanya i a l'any següent va ser comissionat com a Leutnant (segon tinent). Va romandre en el seu regiment fins al 1907, quan va ser assignat a l'Escola d'Equitació Militar. Va rebre un ascens a Oberleutnant (primer tinent) el 1910 i va estudiar a l'Acadèmia Militar Prusiana (1910-1913). Després de la seva graduació de l'acadèmia el 1913, es va unir al Gran Estat Major a Berlín.

### Primera Guerra Mundial
Quan va començar la Primera Guerra Mundial, Küchler va ser enviat al Front Occidental. Ara un Hauptmann (capità), se li va donar el comandament d'una bateria d'artilleria. Participà a les batalles de Somme i Verdún i més tard va combatre a la província de Xampanya. Al cap de pocs mesos d'arribar al front occidental, ja havia estat condecorat amb la Creu de Ferro de 1a classe i l'Orde de la Casa de Hohenzollern.
Després de servir al front, Küchler va exercir funcions de personal al IV Cos i més tard al VIII Cos. A finals de 1916 era l'Oficial d'Estat Major d'Operacions de la 206a Divisió d'Infanteria. Va tornar a Alemanya més tard a la guerra per ocupar un lloc similar a la 8a Divisió de Reserva. Al final de la guerra, era a l'estat major de Rüdiger von der Goltz, comandant de la Divisió del Mar Bàltic. Després de l'armistici de Compiègne i encara al Bàltic, es va unir als Freikorps i va lluitar contra l'Exèrcit Roig a Polònia.

###### Període d'entreguerres
Després de la guerra, Küchler va romandre a la Reichswehr de la postguerra. Inicialment va servir al 1r Districte Militar a Prússia Oriental abans de rebre el comandament d'una bateria al 5è Regiment d'Artilleria. Ascendit a major el 1924, va ser nomenat comandant de Münster per un temps, abans de servir al Ministeri de Defensa com a inspector d'escoles. El 1931 havia aconseguit el rang d'Oberst (coronel) i l'any següent va ser subcomandant del que es convertiria en la 1a Divisió d'Infanteria. El 1934 va ser nomenat comandant de la divisió i ascendit a Generalmajor a l'octubre. Va rebre un nou ascens a l'any següent, a Generalleutnant i un nou lloc, Inspector d'Escoles de l'Exèrcit.
El 1938, Küchler va recolzar Adolf Hitler quan aquest va destituir Werner von Blomberg i Werner von Fritsch. En aquesta etapa de la seva carrera, Küchler era General d'Artilleria i comandant del 1r Districte Militar Est, va ser un lloc de summa importància ja que estava a Prússia Oriental en gran part envoltat per Polònia. Gran part del seu treball va consistir a millorar les defenses de l'àrea, el març del 1939, les seves tropes van marxar cap a la ciutat lituana de Memel (actual Klaipėda).

### Segona Guerra Mundial

###### Invasió de Polònia i França
En esclatar la Segona Guerra Mundial, la seu del districte de Küchler va ser designada com el 3r Exèrcit de la Wehrmacht. Ara controlava set divisions d'infanteria, la Panzer Division "Kempf" més quatre ordres de la mida d'una brigada. Durant la invasió de Polònia, algunes de les tropes de Küchler van capturar Danzig mentre el gruix de les seves forces avançava contra l'exèrcit polonès a Modlin. On va capturar 10.000 presoners, la Panzer Division "Kempf" estava a cinquanta milles de Varsòvia però, juntament amb la resta del 3r Exèrcit, va ser desviat cap a l'est de Polònia. Les forces de Küchler es van ocupar de les unitats poloneses a l'àrea i després es van unir amb les tropes soviètiques. Al final de la campanya polonesa, Küchler, que encara tenia la seva base a Polònia, va ser designat comandant del Comandament de la Frontera de l'Exèrcit Nord.
Küchler es va negar a utilitzar els seus soldats per perseguir civils jueus i polonesos, i va explicar al Gauleiter de Prússia Oriental Erich Koch que «l'exèrcit alemany no és el proveïdor d'una banda d'assassins». Això va enfurismar Himmler i Küchler va ser destituït del comandament. Al novembre de 1939, el comandant en cap de l'exèrcit Walther von Brauchitsch el va nomenar Comandant del 18è Exèrcit, que aleshores s'estava organitzava al nord d'Alemanya. Aquest exèrcit constava de cinc divisions d'infanteria, així com una divisió motoritzada i la 9a Divisió Panzer, l'exèrcit estava destinat a realitzar operacions contra els Països Baixos.

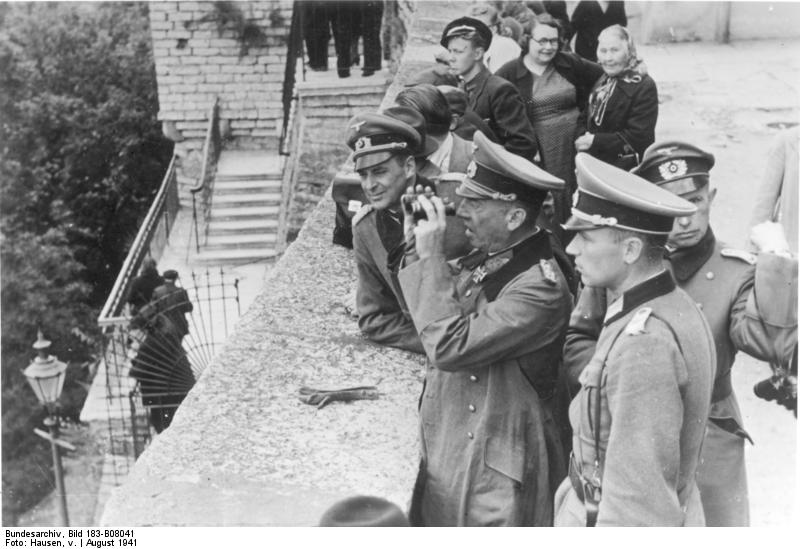
Küchler amb prismàtics l'agost del 1941 durant la invasió alemanya de la Unió Soviètica

Amb aquest Exèrcit, i sota les ordres del general Fedor von Bock, va participar, el maig de 1940, a la batalla de França, ocupant primer els Països Baixos i després Bèlgica, prenent Anvers el 18 de maig de 1940. Va avançar després cap a França, intentant tallar la ruta de retirada de la Força Expedicionària Britànica cap el Canal de la Mànega, encara que no va ser capaç d'evitar el replegament anglès a Dunkerque. En finalitzar la campanya, el 19 de juliol de 1940, va ser ascendit a coronel general.

###### Invasió de la Unió Soviètica
El 1940 va recolzar la política racial nazi i va ordenar, el 22 de febrer, el cessament de qualsevol crítica a «la lluita ètnica que es duu a terme al Govern General, per exemple, la de les minories poloneses, dels jueus i de les qüestions de l'Església». El seu ordre explicava que la «solució ètnica final» requeria mesures úniques i dures.
Küchler va ser un partidari actiu de la planejada guerra d'aniquilació (Vernichtungskrieg) contra la Unió Soviètica. Després de reunir-se amb Hitler el març de 1941 per planificar l'operació Barbarroja, Küchler els va dir als seus comandants de divisió el 25 d'abril de 1941:
| «                    | De Rússia ens separa un profund abisme ideològic i racial. Rússia és, ja només per la immensitat del territori, un estat asiàtic. El Führer no vol passar a una generació posterior la responsabilitat de l'existència d'Alemanya; ha decidit forçar l'enfrontament amb Rússia abans que s'acabi l'any. Si Alemanya vol viure en pau durant generacions, fora de perill de l'amenaçador perill de l'est, no es pot limitar a obligar Rússia a retrocedir una mica, ni tan sols centenars de quilòmetres, sinó que l'objectiu ha de ser l'aniquilació de la Rússia europea per dissoldre el estat rus a Europa. | » |
| — Georg von Küchler, | |   |

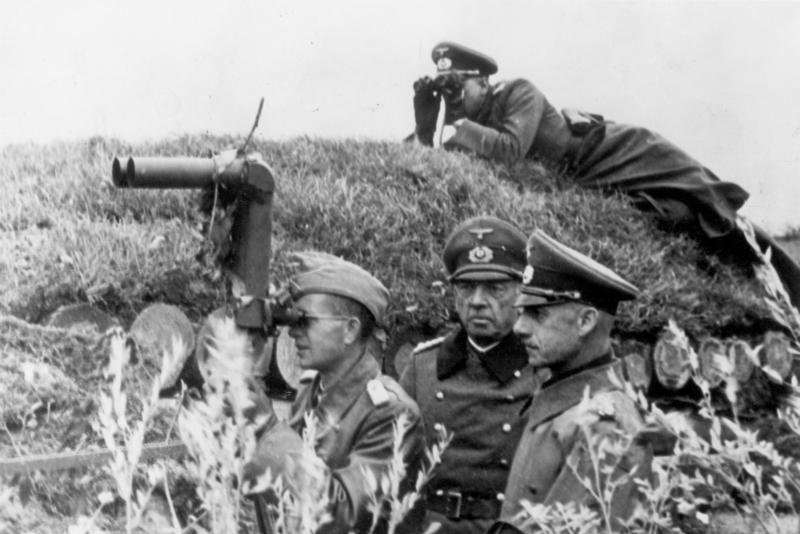
El mariscal de camp Leeb (dreta) amb Küchler (al mig) en un lloc d'observació d'artilleria al front oriental, octubre de 1941

El 6 de juny de 1941, l'Alt Comandament de l'Exèrcit alemany va redactar la famosa Kommissarbefehl (ordre sobre els comissaris), que declarava que —un cop comencés la invasió de Rússia— l'Exèrcit tenia dret a afusellar tots els quadres del Partit Comunista que trobés en el seu camí. Küchler va recolzar la declaració amb entusiasme. «Els comissaris polítics són criminals», va afirmar. «Cal jutjar-los i condemnar-los a mort. En una campanya a l'est, s'estalviaran vides alemanyes i es facilitarà l'avenç amb aquestes mesures».
Durant l'Operació Barbarroja, el 18è Exèrcit, integrat al Grup d'Exèrcits Nord del mariscal de camp Wilhelm von Leeb, es va obrir pas cap a Ostrov i Pskov després que les tropes soviètiques del Front del Nord-oest es retiressin cap a Leningrad. El 10 de juliol de 1941, tant Ostrov com Pskov van ser capturats i el 18è Exèrcit va arribar a Narva i Kingisepp, des d'on va prosseguir l'avenç cap a Leningrad des de la línia del riu Luga. Això va tenir l'efecte de crear posicions de setge des del golf de Finlàndia fins al llac Làdoga, amb l'objectiu final de assetjar Leningrad.
Küchler va estar directament involucrat en l'assassinat de persones amb discapacitat intel·lectual a la Unió Soviètica ocupada. El desembre del 1941, amb el seu exprés consentiment, unitats de les Sicherheitsdienst (SD) van afusellar 240 malalts mentals.
El 17 de gener de 1942 va substituir Von Leeb al capdavant del Grup d'Exèrcits Nord, i el 30 de juny del mateix any va ser ascendit a Generalfeldmarschall. Durant el temps que va estar al comandament del Grups d'Exèrcits Nord va intensificar els atacs artillers i aeris sobre Leningrad, no aconseguint rendir la ciutat. Com a premi a la defensa que va realitzar a finals de juliol i principis d'agost del 1943 davant l'ofensiva soviètica de Mga al sud del llac Làdoga, Küchler va ser condecorat amb la Creu de Cavaller amb Fulles de Roure.
El 21 de desembre de 1943, en previsió de la imminent ofensiva soviètica, el comandant del Grup d'Exèrcits Nord Georg von Küchler, va ordenar que, enmig del dur hivern rus, s'evacués tots els civils que hi hagués entre la posició actual dels seus Exèrcits i la Línia Panther. Els van obligar a desplaçar-se a marxes forçades a centenars de quilòmetres cap a la rereguarda sense aliments, mitjans de transports (que tots havien estat requisats pels alemanys) o roba d'abric.

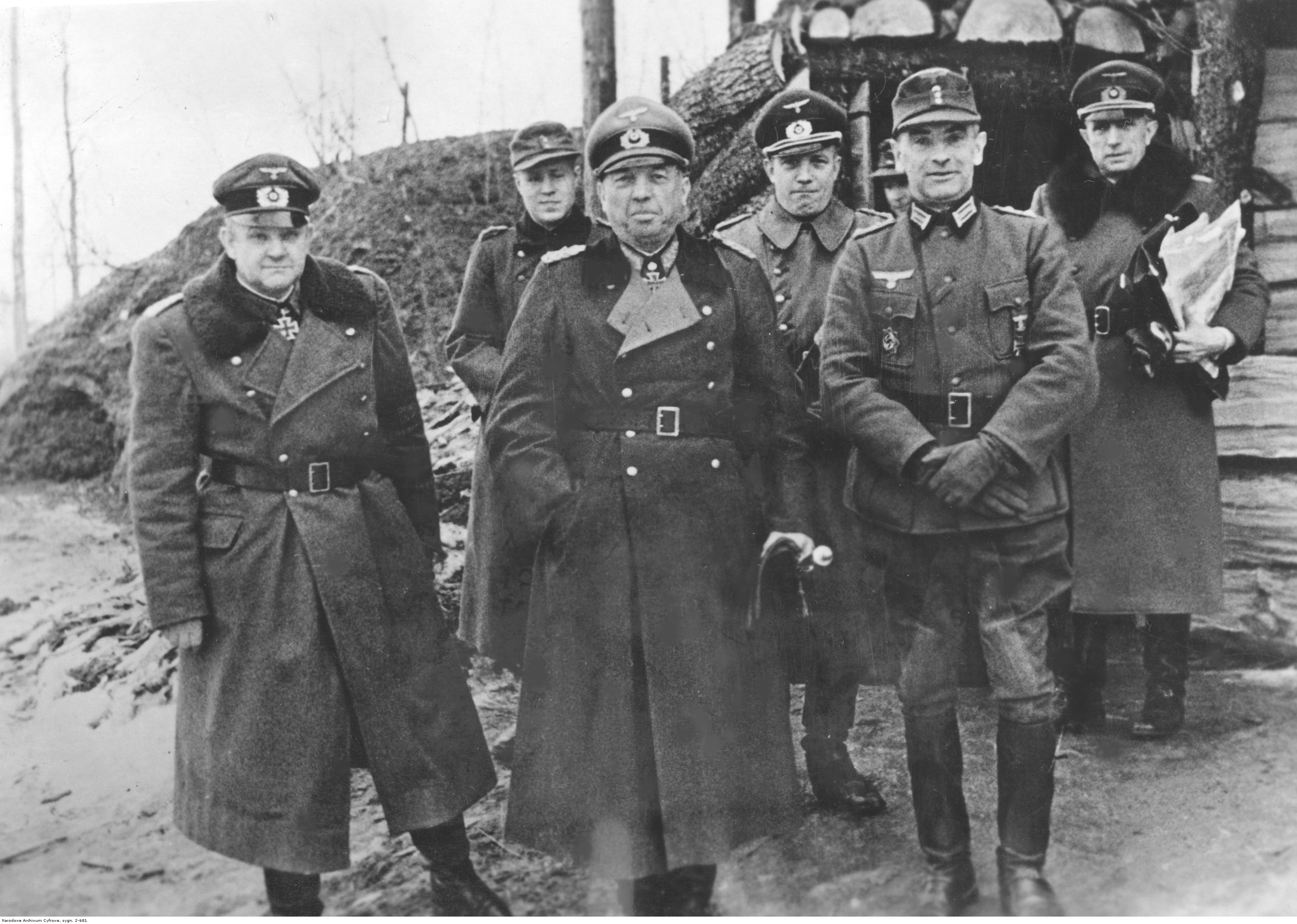
El mariscal Georg von Kuchler (al mig, primera fila) envoltat d'oficials, entre ells: El general Erich Schlopper (1 des de l'esquerra) durant una inspecció de la unitat. Foto de grup davant de l'entrada del refugi de fusta.

El 30 de desembre, Küchler va insistir: «La població de la zona russa ocupada a l'est de la Línia Panther ha de ser evacuada amb la màxima rapidesa possible. Cal allistar tots els homes que es trobin en condicions. No s'han de tenir miraments amb la preservació de la unitat de les famílies. No es proporcionarà transport amb tir de cavalls ni aliments. És obligació de tots els caps i oficials executar correctament aquestes ordres, i tot error en aquest sentit serà tractat com un delicte de gravetat excepcional.» Molts dels civils, obligats a abandonar casa sense mitjans de transport ni aliments o roba d'abric, van morir.
El 14 de gener de 1944, l'Exèrcit Roig va llançar l'ofensiva de Leningrad-Nóvgorod que finalment va expulsar les tropes nazis dels afores del sud de la ciutat Est, va ser un esforç combinat dels Fronts de Leningrad al comandament de Leonid Góvorov i del Front del Vóljov al comandament de Kirill Meretskov i part del Segon Front Bàltic. La Flota del Bàltic va proporcionar el 30% de la potència de l'aviació per a l'atac final contra la Wehrmacht. El 10 de juny de 1944, les forces soviètiques van atacar des de les dues ribes del llac Làdoga als finlandesos, fent-los retrocedir fins a la frontera de 1939.
El 27 de gener de 1944, Küchler es va reunir amb Hitler a Königsberg (Prússia Oriental). el Führer el va acusar de covardia, li va dir que el seu exèrcit no estava lluitant prou i li va ordenar que mantingués les posicions a qualsevol preu. Tot i les ordres de Hitler el 18è Exèrcit fugia en desbanda. El 31 de gener de 1944, Hitler va convocar novament Küchler a la Wolfsschanze i el va rellevar del comandament del Grup d'Exèrcits Nord, substituint-lo pel general Walter Model, a qui l'Alt Comandament alemany anomenava «el lleó de la defensa».
Després de la destitució, va passar a la reserva, i durant la resta de la guerra no va rebre cap comandament més. Els organitzadors de l'atemptat contra Hitler, a través de Carl Goerdeler i Johannes Popitz, el van informar de les seves intencions i li van demanar el seu suport; Tot i això, es va negar a participar.

###### Judici i condemna
Al final de la Segona Guerra Mundial, va ser arrestat per les autoritats d'ocupació dels Estats Units. Va ser jutjat en el Judici a l'Alt Comandament, com a part dels Judicis posteriors de Nuremberg. En el seu testimoni sobre els crims contra els presoners de guerra soviètics, Küchler va admetre que les condicions als camps de presoners de guerra eren dures, però va insistir que la causa principal van ser les condicions hivernals de 1941-1942, que va qualificar com un «acte de Déu». I va insistir que l'exèrcit va exagerar la mortalitat dels presoners de guerra als seus informes en un esforç per rebre més subministraments per als presoners.
El 27 d'octubre de 1948, va ser condemnat a vint anys de presó per crims de guerra i de lesa humanitat comesos a la Unió Soviètica. La seva sentència va ser posteriorment revisada i reduïda a dotze anys de presó, el 1951. Va ser posat en llibertat el 18 de febrer de 1953, després de complir únicament cinc anys de condemna, oficialment a causa de la seva edat i una malaltia que patia. Va viure amb la seva dona a la regió de Garmisch-Partenkirchen fins a la seva mort el 25 de maig de 1968.

###### Condecoracions
Creu de Ferro (1914) 2n grau (20 de novembre de 1914) i 1r grau (8 de gener de 1915)
Fermall de la Creu de Ferro (1939) 2n grau (11 de setembre de 1939) i 1r grau (22 de setembre de 1939)
Creu de Cavaller de la Creu de Ferro el 30 de setembre de 1939 com a General der Artillerie i comandant del 3r Exèrcit
Creu de Cavaller de la Creu de Ferro amb Fulles de Roure el 21 d'agost de 1943 com a Generalfeldmarschall i comandant del Grup d'Exèrcits Nord.